# Giovanni Battista Viotti
Pour les articles homonymes, voir Viotti (homonymie).
Giovanni Battista Viotti, né à Fontanetto Po (province de Verceil) le 12 mai 1755 et mort à Londres le 3 mars 1824, est un violoniste et compositeur italien.

## Biographie
Viotti fut l'élève de Gaetano Pugnani (lui-même formé par  Giovanni Battista Somis) à Turin. Il fut membre de la Chapelle royale de Turin en 1775. Virtuose très apprécié, il voyagea dans toute l'Europe.
Il vécut à partir de 1782 à Paris, où il fut un moment au service de la reine Marie-Antoinette et se lança dans l'organisation d'un théâtre qui devait donner des opéras tant en français qu'en italien. Cette même année, il fut initié franc-maçon à la loge parisienne Saint-Jean d'Écosse .
Il est considéré comme l'un des pères de la technique violonistique moderne.
Parmi ses élèves on trouve Jean-Baptiste Cartier (1765–1841), lui-même auteur d'une méthode.

## Œuvres
Il composa principalement pour le violon, en adoptant les structures musicales du classicisme, qui présentaient déjà à son époque des caractères préromantiques. Parmi ses compositions les plus connues figure son  22e concerto de violon - en la mineur - qui influença Johannes Brahms dans son double concerto en la mineur opus 102. Viotti transcrivit pour le piano dix de ses concertos (originellement écrits pour le violon).
- 29 concertos pour le violon dont :
  - le Concerto pour violon no 16
  - le Concerto pour violon no 18
  - le Concerto pour violon no 22
- 2 symphonies concertantes pour 2 violons et orchestre.
- 70 sonates pour le violon
- de nombreux duos, trios et quatuors.

## Discographie
Intégrale des Quatuors à cordes (16), Quatuor Viotti, 4 CD Brillant 2019